# Élections législatives comoriennes de 2025
Les élections législatives comoriennes de 2025 ont lieu le 12 janvier 2025 afin de renouveler les membres de l'Assemblée de l'union des Comores pour un mandat de cinq ans. 
Comme lors des élections législatives de 2020 et la présidentielle de 2024, le scrutin est entaché de graves irrégularités constatées par l'opposition. Le parti du président Azali Assoumani, la Convention pour le renouveau des Comores (CRC), remporte la majorité absolue dès le premier tour, cependant quatre circonscriptions voient leurs résultats annulés du fait des irrégularités et des élections partielles sont organisées le 30 janvier 2025, qui voient la victoire du CRC dans trois d'entre elles.
Tous les sièges ayant été pourvus dès le premier tour, le second tour initialement prévu le 16 février 2025, simultanément aux élections municipales, n'est en conséquence pas organisé.

## Contexte

### Élection présidentielle de 2024

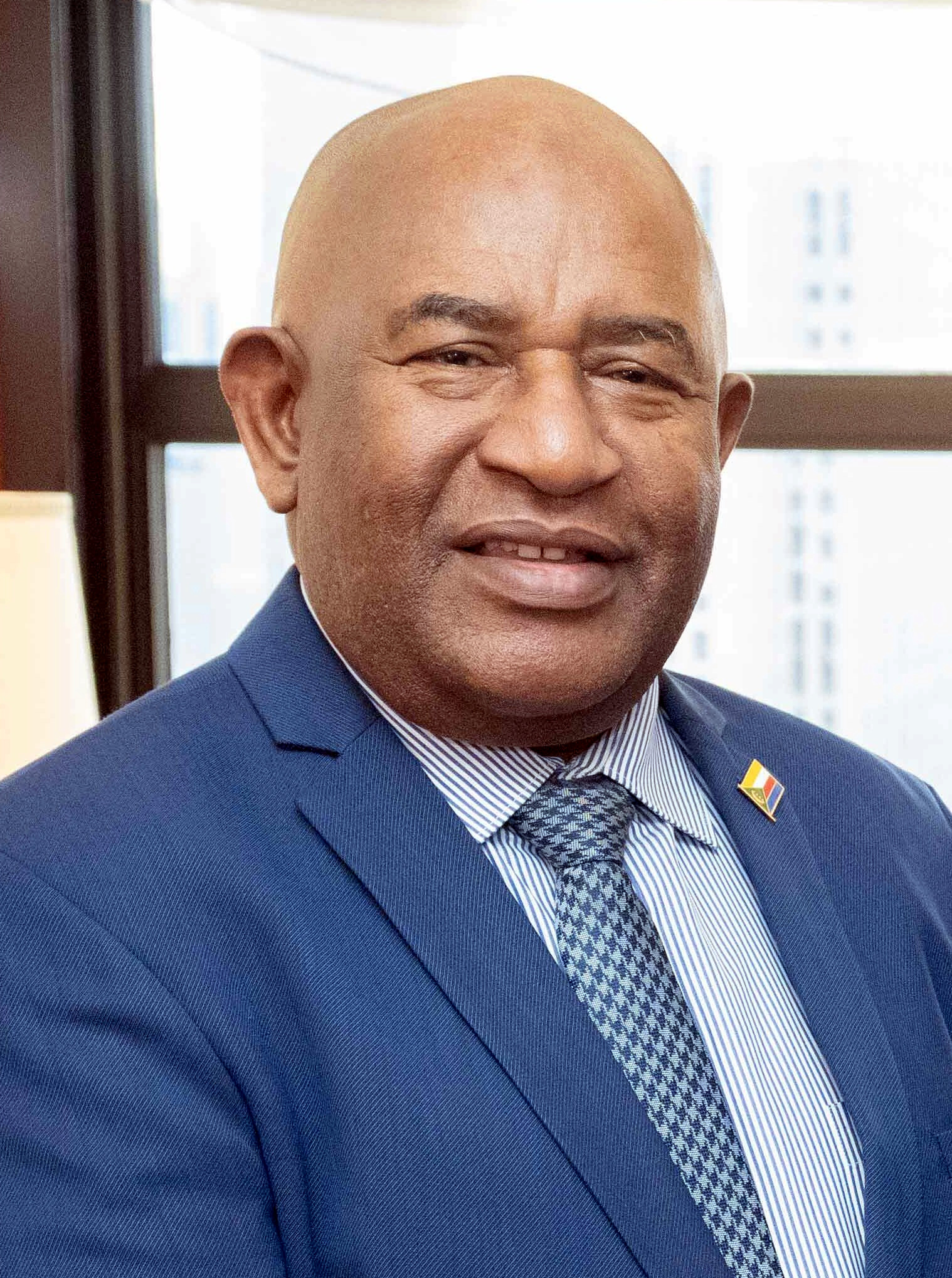
Azali Assoumani, président des Comores depuis 2016.

Azali Assoumani annonce le 6 novembre 2023 pour l'élection présidentielle de 2024, sa candidature à un quatrième mandat, soit le troisième consécutif, la mise en place de la révision constitutionnelle en 2018 ayant remis à zéro le compteur du nombre de mandats présidentiels.
La victoire d'Azali Assoumani est annoncée par la commission électorale nationale indépendante (CENI) le 16 janvier 2024, avec 63 % des suffrages exprimés et un taux de participation de 16 %, en contradiction avec les chiffres préliminaires qui l'estimaient à 60 %. Ces incohérences, ajoutées à une abstention record de 84 %, suscitent des accusations de fraude de la part de l'opposition. L'annonce des résultats déclenche des violentes émeutes à Moroni, avec des affrontements entre manifestants et forces de l'ordre provoquant la mort par balles d'un manifestant et d'autres blessés. Le 18 janvier, l'opposition appelle à une journée nationale de mobilisation pour le 19 janvier, qui ne mobilise pas,.
La Cour suprême valide les résultats définitifs le 24 janvier, rejetant les recours de l'opposition. Les chiffres définitifs diffèrent des résultats provisoires avec Assoumani obtenant 57 % des voix et le taux de participation passant de 16 à plus de 56 %. Il prête serment pour un quatrième mandat le 26 mai.

### Autoritarisme croissant d'Azali Assoumani
Le 30 avril 2024, le chef du parti d'opposition ORANGE, Mohamed Daoudou, est arrêté et placé en détention le 2 mai, pour mise en danger d'un policier, violence, séquestration, propagande et incitation à la violence. Il est aussi accusé d'avoir préparé des actions pour perturber l'investiture du président Azali Assoumani, dont il conteste la victoire à la présidentielle,.
Le 7 août 2024, Assoumani nomme son fils et successeur présumé Nour el-Fath Azali en tant que Secrétaire général du gouvernement, avec d'importantes prérogatives comme la ratification ou non de tous les décrets ministériels, lui permettant d'intervenir à plusieurs étapes du processus décisionnel gouvernemental. Ce rôle s'apparentant à celui d'un Premier ministre est critiqué par l'opposant Saïd Larifou comme « des pratiques monarchiques plutôt que démocratiques ».
Le 13 septembre, Assoumani est victime d'une tentative d'assassinat lors des funérailles d'un religieux, selon la présidence Assoumani « a été légèrement blessé à l'arme blanche ». Son agresseur est un jeune militaire du nom d'Ahmed Abdou, il est arrêté le jour même et meurt en détention dès le lendemain. La raison de son attaque reste inconnue, la justice clôt l'enquête sur sa mort de manière hâtive suscitant la polémique et le gouvernement n'hésitant pas menacer les individus remettant en cause la version des autorités.

### Organisation des législatives
En février 2023, un projet de loi voté par 21 députés augmente le nombre de circonscriptions à pourvoir pour l'Assemblée de l'union de 24 à 33, afin d'améliorer la représentativité des différentes circonscriptions du pays. L'île de Grande Comore compte désormais 16 sièges, 12 pour Anjouan et 5 pour Mohéli,. Le président Azali Assoumani convoque par décret le 12 octobre 2024, la tenue des élections législatives au 12 janvier 2025 pour le premier tour suivi d'un second tour le 16 février, ce dernier est organisé simultanément aux élections municipales. 
Le 10 octobre 2024, les partis de l'opposition décident de se réunir dans une unique structure appelée l'Opposition unie des Comores (OUC) face au régime en place. Sa principale revendication demeure l'organisation d'élections basées sur les accords de Fomboni qui instaure une présidence tournante entre les différentes îles de l'archipel.

## Système électoral

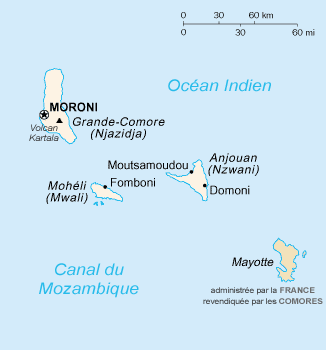
Carte des Comores.

L'Assemblée de l'union est le parlement monocaméral des Comores. Elle est composée de 33 sièges élus pour un mandat de cinq ans au scrutin uninominal majoritaire à deux tours dans autant de circonscriptions. Dans chacune d'entre elles, le candidat ayant recueilli la majorité absolue au premier tour l'emporte. À défaut, un second tour est organisé entre les deux candidats arrivés en tête au premier, et celui recueillant le plus de voix est déclaré élu. Une loi votée en février 2023 augmente le nombre de circonscriptions nationales à pourvoir au scrutin direct de 24 à 33 afin d'améliorer la représentativité des différentes circonscriptions. L'île de Grande Comore compte 16 sièges, 12 pour Anjouan et 5 pour Mohéli,.
Enfin, deux sièges sont réservés pour les députés représentant les Comoriens établis hors des Comores. Dans la pratique, les sièges ne sont pas pourvus par l'absence de loi sur la mise en place des circonscriptions de l'étranger.

## Campagne
Comme lors des élections précédentes en 2020, l'opposition décide de boycotter le scrutin. Le parti Juwa de l'ancien président Ahmed Abdallah Mohamed Sambi dénonce « le climat de répression du régime »,. Le 5 décembre 2024, la Cour suprême publie la liste officielle des candidats, validant 107 candidatures et rejetant neuf autres. Cette annonce est dénoncée par l'opposition du fait de l'absence de candidats pourtant présents dans la liste provisoire de la commission électorale, notamment celle de l'ancien ministre de l'intérieur Mohamed Daoudou et d'Abdallah Djae Nourdine, présent dans la même circonscription que le fils du président Azali Assoumani, Nour el-Fath Azali. Sur l'île de Mohéli, le boycott de la classe politique locale conduit à une situation où une seule des cinq circonscriptions voient l'affrontement de deux candidats. Quelques membres de l'opposition rejettent cependant le boycott en choisissant de se présenter face au parti du président, la Convention pour le renouveau des Comores (CRC).
Le début de la campagne électorale est fixé au 11 décembre 2024 pour s'achever le 10 janvier 2025. Avec seulement huit femmes candidates sur 107, le débat sur leur représentation dans la vie politique du pays est relancé. Malgré les déclarations du président Azali Assoumani pour une plus grande implication de ses dernières en politique, son parti ne présente que cinq candidates sur 33.
À la demande du gouvernement comorien, la Force en attente de l'Afrique Orientale, l'Union africaine et l'Organisation internationale de la francophonie, déploient des observateurs pour le premier tour du scrutin,,.

## Résultats

### Résultats nationaux
|                          |                                                                            |         |       |       |        |               |  |  |  |  |  |  |  |  |
| Parti                    | Parti                                                                      | Voix    | %     | +/-   | Sièges | +/-           |  |  |  |  |  |  |  |  |
|                          | Convention pour le renouveau des Comores (CRC)                             | 114 261 | 69,60 | 8,66  | 31     | 11            |  |  |  |  |  |  |  |  |
|                          | Organisation républicaine pour l'avenir des nouvelles générations (ORANGE) | 8 104   | 4,94  | 0,62  | 0      | 2             |  |  |  |  |  |  |  |  |
|                          | Parti pour la réforme des institutions (PARI)                              | 6 674   | 4,07  | Nv    | 1      | 1             |  |  |  |  |  |  |  |  |
|                          | Espoir des Comores (TWAMAYA)                                               | 2 496   | 1,52  | Nv    | 0      | en stagnation |  |  |  |  |  |  |  |  |
|                          | Rassemblement démocratique des Comores pour l'égalité (RDCE)               | 2 513   | 1,53  | 0,26  | 0      | en stagnation |  |  |  |  |  |  |  |  |
|                          | Parti SWAUTI                                                               | 711     | 0,43  | Nv    | 0      | en stagnation |  |  |  |  |  |  |  |  |
|                          | Indépendants                                                               | 29 404  | 17,91 | 12,91 | 1      | 1             |  |  |  |  |  |  |  |  |
|                          |                                                                            |         |       |       |        |               |  |  |  |  |  |  |  |  |
| Votes valides            | Votes valides                                                              | 164 163 | 68,72 |       |        |               |  |  |  |  |  |  |  |  |
| Votes blancs et nuls     | Votes blancs et nuls                                                       | 6 845   | 2,86  |       |        |               |  |  |  |  |  |  |  |  |
| Votes annulées           | Votes annulées                                                             | 67 887  | 28,42 |       |        |               |  |  |  |  |  |  |  |  |
| Total                    | Total                                                                      | 238 895 | 100   | –     | 33     | 9             |  |  |  |  |  |  |  |  |
| Abstentions              | Abstentions                                                                | 100 045 | 29,52 |       |        |               |  |  |  |  |  |  |  |  |
| Inscrits / participation | Inscrits / participation                                                   | 338 940 | 70,48 |       |        |               |  |  |  |  |  |  |  |  |

## Analyse et conséquences
Le 13 janvier 2025, l'Opposition unie des Comores refuse de participer au second tour, en raison de graves irrégularités comme des bourrages d'urnes qu'elle affirme avoir constatées lors du premier tour. Dans un communiqué à l'AFP, elle dénonce le scrutin comme « la pire des mascarades électorales de notre demi-siècle d'indépendance »,. Une vidéo devenue virale dans le pays montrant un supposé bourrage d'urne par un homme à Moroni, illustre notamment ses fraudes. Le secrétaire général du parti présidentiel de la Convention pour le renouveau des Comores (CRC), Youssoufa Mohamed Ali, affirme au contraire que les élections « se sont déroulées dans une atmosphère de calme, de paix et de sérénité, sans incidents majeurs ».
L'annonce des résultats provisoires confirment sans surprise la victoire de la CRC qui remporte une large majorité absolue avec 28 des 33 sièges en jeux. Les résultats définitifs du premier tour sont proclamées le 22 janvier par la Cour suprême. Cependant, cette dernière annule et annonce la tenue d'un nouveau scrutin dans quatre circonscriptions — Domoni I, Domoni III, Niournakele III à Anjouan, et Itsandra Sud à Grande Comore — du fait de graves irrégularités constatées, une décision rarissime qui ne s'est pas produit depuis l'élection présidentielle de 2016. La Commission électorale annonce la date du 30 janvier pour l'organisation des élections partielles. Le 6 février, les résultats définitifs donnent la victoire au CRC dans trois des quatre circonscriptions, portant à 31 son nombre total de députés élus. La totalité des sièges ayant été pourvu, le second tour prévu le 16 février n'est en conséquence pas organisé.
Le 4 avril, la nouvelle législature de l'Assemblée de l'union s'ouvre en réélisant Moustadroine Abdou à sa tête pour un nouveau mandat. Cette ouverture est marquée par une controverse impliquant sept ministres élus députés qui n'ont pas encore démissionné de leur mandat, comme l'exige la Constitution en raison de la séparation des pouvoirs. Le gouvernement répond qu'il s'agit d'une « question administrative » et assure que ces ministres sont bientôt remplacés par leurs suppléants.